# 佘振苏
佘振苏（1962年—），男，江苏苏州人，中国流体力学家，北京大学教授。1999年入选首批长江学者奖励计划特聘教授，被誉为“长江学者第一人”。2002年获得第五届中国青年科学家奖。